# Richia mizteca
Richia mizteca là một loài bướm đêm trong họ Noctuidae.